# Procedura negoziata
La procedura negoziata è una delle procedure di affidamento, da parte di una stazione appaltante (generalmente un ente pubblico) di lavori, servizi e forniture previste dal D.Lgs. 18 aprile 2016, n. 50 (Codice dei contratti pubblici).
Per l'affidamento di lavori, servizi o forniture tramite procedura negoziata, la stazione appaltante consulta un numero limitato di operatori economici selezionati (generalmente da un elenco costituito ed aggiornato periodicamente presso una stazione appaltante), dotati delle caratteristiche e qualifiche adatte all'affidamento di un determinato appalto, con i quali "negozia" le condizioni dell'appalto. L'appalto viene infine affidato all'operatore che negozia le condizioni più vantaggiose, in base al criterio di aggiudicazione scelto (minor prezzo, minor costo o miglior rapporto qualità/prezzo).

## Il requisito del bando
Ai sensi degli artt. 56 e 57 del D.Lgs n.163/2006 (ora abrogato) la procedura negoziata può essere adottata, a seconda dei casi, con oppure senza preventiva pubblicazione di un bando.
Il bando deve essere pubblicato se si usa la procedura negoziata a seguito di una procedura aperta o ristretta in cui tutte le offerte sono risultate irregolari (si può omettere se si invitano alla procedura tutti i precedenti offerenti che hanno presentato offerte rispondenti ai requisiti formali della procedura medesima) o nel caso di appalti pubblici di lavori, per lavori realizzati unicamente a scopo di ricerca, sperimentazione o messa a punto, e non per assicurare una redditività o il recupero dei costi di ricerca e sviluppo.
Le stazioni appaltanti possono prevedere che la procedura negoziata si svolga in fasi successive per ridurre il numero di offerte da negoziare applicando i criteri di aggiudicazione indicati nel bando di gara o nel capitolato d'oneri. Il ricorso a tale facoltà è indicato nel bando di gara o nel capitolato d'oneri.
Il bando può essere omesso se:
- in esito all'esperimento di una procedura aperta o ristretta, non sia stata presentata nessuna offerta, o nessuna offerta appropriata, o nessuna candidatura;
- per ragioni di natura tecnica o artistica ovvero attinenti alla tutela di diritti esclusivi, il contratto possa essere affidato unicamente ad un operatore economico determinato;
- l'estrema urgenza, risultante da eventi imprevedibili per le stazioni appaltanti, non è compatibile con i termini imposti dalle procedure aperte, ristrette, o negoziate previa pubblicazione di un bando di gara. In questo caso l'oggetto dell'affidamento sarà strettamente quello necessario alla messa in sicurezza;
- a seguito di una circostanza imprevista, sono divenuti necessari all'esecuzione dell'opera o del servizio oggetto del progetto o del contratto iniziale lavori o servizi complementari, non compresi nel progetto iniziale né nel contratto iniziale, a condizione che non siano separabili dal contratto iniziale e che il loro valore non superi del 50% il valore del contratto iniziale.
- altri casi previsti dall'art.57 del D.Lgs n.163/2006.

## Altre procedure di affidamento
Altre procedure di affidamento di lavori, servizi e forniture, oltre alla procedura negoziata, sono la procedura aperta, la procedura ristretta, il dialogo competitivo, concorso di progettazione.

## Riferimenti normativi
- Decreto legislativo 36/2023 (Codice dei contratti pubblici relativi a lavori, servizi, forniture e concessioni);